# 22 tháng 6
Ngày 22 tháng 6 là ngày thứ 173 (174 trong năm nhuận) trong lịch Gregory. . Hạ chí xảy ra ở Bắc bán cầu, và Đông chí xảy ra ở Nam bán cầu vào ngày này.

## Sự kiện

### Trước năm 1600
- 217 TCN – Ptolemaios IV Philopator của Ai Cập đánh bại Antiochos III của Seleukos trong trận Raphia.[4]
- 168 TCN – Cộng hòa La Mã do Lucius Aemilius Paullus chỉ huy đánh bại Macedonian Perseus, người đã đầu hàng sau trận chiến, kết thúc Chiến tranh Macedonian lần thứ ba.
- 618 – Sau khi Tùy Dạng Đế bị sát hại, các quan lại triều Tùy ở Lạc Dương lập Dương Đồng làm hoàng đế.[5]
- 813 - Người Bulgari do Krum chỉ huy đánh bại quân đội Byzantine gần Edirne. Mikhael I buộc phải thoái vị để nhường ngôi cho Leo V người Armenia.
- 910 - Người Hungary đánh bại đội quân Đông Frank gần sông Rednitz, giết chết thủ lĩnh Gebhard, Công tước xứ Lotharingia (Lorraine).
- 1527 – Fatahillah trục xuất lực lượng Bồ Đào Nha khỏi bến cảng Sunda Kelapa, được cho là mốc thời gian hình thành Jakarta.[6][7]
- 1593 - Trận Sisak: Quân đội Đồng minh Cơ đốc giáo đánh bại quân Ottoman.

### 1601–1900
- 1633 – Toà án dị giáo tại Roma buộc Galileo Galilei công khai từ bỏ quan điểm Mặt Trời là trung tâm của Vũ trụ thay vì Trái Đất, và bỏ tù ông.[8]
- 1774 - Người Anh thông qua Đạo luật Québec, đặt ra các quy tắc quản trị đối với thuộc địa Quebec ở Bắc Mỹ thuộc Anh.
- 1783 - Một đám mây độc do núi lửa Laki ở Iceland phun trào đến Le Havre ở Pháp thuộc.
- 1807 - Trong vụ Chesapeake–Leopard, tàu chiến HMS Leopard của Anh tấn công và lên tàu khu trục nhỏ USS Chesapeake của Mỹ.
- 1812 - Pháp tuyên chiến với Nga, mở đầu cuộc xâm lược Nga của Đế chế Pháp do Napoleon khởi đầu
- 1813 – Sau khi biết kế hoạch của Mỹ về một cuộc tấn công bất ngờ vào Đập Beaver ở Ontario, Laura Secord bắt đầu hành trình đi bộ ba mươi km (19 dặm) để cảnh báo Trung úy James FitzGibbon.
- 1815 – Napoléon Bonaparte thoái vị lần thứ hai.[9]
- 1839 - Các nhà lãnh đạo Cherokee như Major Ridge, John Ridge và Elias Boudinot bị ám sát vì đã ký Hiệp ước Echota mới, dẫn đến Dấu vết nước mắt.
- 1870 - Bộ Tư pháp Hoa Kỳ được Quốc hội Hoa Kỳ thành lập.
- 1893 - Chiến hạm HMS Camperdown của Hải quân Hoàng gia Anh vô tình đâm vào soái hạm HMS Victoria của Hạm đội Địa Trung Hải của Anh, khiến tàu bị chìm cùng với 358 thủy thủ đoàn, bao gồm cả chỉ huy của hạm đội, Phó đô đốc George Tryon.
- 1897 - Sĩ quan thuộc địa Anh Charles Walter Rand và Trung úy Charles Egerton Ayerst bị ám sát ở Pune, Maharashtra, Ấn Độ bởi anh em nhà Chapekar và Mahadeo Vinayak Ranade, những người sau đó bị bắt và treo cổ.
- 1898 - Trong một chiến dịch hỗn loạn, 6.000 người của Quân đoàn 5 Hoa Kỳ bắt đầu đổ bộ xuống Daiquirí, Cuba, cách Santiago de Cuba khoảng 16 dặm (26 km) về phía đông. Trung tướng Arsenio Linares y Pombo của Quân đội Tây Ban Nha đông gấp đôi nhưng không phản đối cuộc đổ bộ.

### 1901–Nay
- 1907 – The London Underground's Charing Cross, Euston and Hampstead Railway khai trương trạm lần đầu.
- 1911 – Quốc vương Anh George V làm lễ đăng quang tại Tu viện Westminster.[10][11]
- 1911 - Cách mạng Mexico: Các lực lượng chính phủ chấm dứt cuộc nổi loạn Magonista năm 1911 trong Trận Tijuana lần thứ hai.
- 1918 - Xác tàu đắm của Rạp xiếc Hammond làm 86 người tử vong  và làm bị thương 127 người gần Hammond, Indiana.
- 1941 - Chiến tranh thế giới thứ hai: Pháp buộc phải ký hiệp định đình chiến Second Compiègne với Đức trong một toa tàu, nơi mà Đức từng ký hiệp định đình chiến thế chiến thứ nhất năm 1918
- 1941 – Chiến tranh thế giới thứ hai: Đức Quốc xã tấn công trên toàn bộ tuyến biên giới phía Tây của Liên Xô, khởi đầu Chiến dịch Barbarossa (Chiến dịch xâm lược của Đức Quốc xã nhằm vào Liên Xô, mở đầu mặt trận Xô-Đức trong Thế chiến 2).
- 1942 - Chiến tranh thế giới thứ hai: Erwin Rommel được thăng cấp Thống chế sau khi quân Trục chiếm Tobruk.
- 1942 - Lời cam kết trung thành được Quốc hội Hoa Kỳ chính thức thông qua.
- 1944 – Chiến tranh thế giới thứ hai: Hồng quân Liên Xô khai hỏa Chiến dịch Bagration tại Byelorussia, sớm hơn một ngày theo lệnh của Stalin.
- 1944 - Tổng thống Hoa Kỳ Franklin D. Roosevelt ký thành luật Đạo luật điều chỉnh quân nhân năm 1944, thường được gọi là G.I. Bill.
- 1945 - Chiến tranh thế giới thứ hai: Trận chiến Okinawa kết thúc.
- 1948 - Tàu HMT Empire Windrush đưa nhóm 802 người nhập cư đến Tây Ấn đầu tiên đến Tilbury, đánh dấu sự khởi đầu của quá trình nhập cư hiện đại đến Vương quốc Anh.
- 1948 - George VI chính thức từ bỏ danh hiệu "Hoàng đế Ấn Độ", nửa năm sau khi Anh thực sự từ bỏ quyền cai trị Ấn Độ.
- 1962 – Chuyến bay 117 của Hãng hàng không Air France rơi khi đang tiếp cận Sân bay Quốc tế Pointe-à-Pitre ở Guadeloupe, khiến 112 người thiệt mạng.
- 1965 – Hiệp ước về Quan hệ Cơ bản giữa Nhật Bản và Đại Hàn Dân Quốc (Hàn Quốc) được ký kết.
- 1966 – Lãnh đạo Phật giáo và nhà hoạt động người Việt Nam Thích Trí Quang bị bắt khi chính quyền quân sự của Nguyễn Cao Kỳ đàn áp cuộc nổi dậy của Phật giáo.
- 1969 – Sông Cuyahoga tại bang Ohio, Hoa Kỳ bắt lửa, dẫn đến một loạt chương trình kiểm soát ô nhiễm.
- 1984 - Hãng hàng không Virgin Atlantic mở chuyến bay đầu tiên từ Luân Đôn đên Newark
- 1990 – Chiến tranh Lạnh: Trạm kiểm soát Checkpoint Charlie ở Berlin bị tháo dỡ.
- 2000 – Chuyến bay 343 của Hãng hàng không Vũ Hán bị sét đánh và rơi xuống quận Hán Dương của thành phố Vũ Hán, khiến 49 người thiệt mạng.
- 2002 – Một trận động đất có độ lớn 6,5 Mw xảy ra ở khu vực tây bắc Iran, khiến ít nhất 261 người thiệt mạng và 1.300 người khác bị thương, đồng thời gây ra làn sóng phẫn nộ trong công chúng do phản ứng chậm trễ từ phía chính quyền.
- 2009 – Do giảm dần đều về doanh số vì sự xuất hiện của nhiếp ảnh kỹ thuật số, công ty Eastman Kodak tuyên bố ngừng bán phim dương bản Kodachrome, kết thúc 74 năm tồn tại như một biểu tượng trong ngành nhiếp ảnh.
- 2012 – Tổng thống Paraguay Fernando Lugo bị phế truất thông qua thủ tục luận tội và được thay thế bởi Federico Franco.
- 2012 – Một chiếc máy bay tiêm kích McDonnell Douglas F-4 Phantom II của Không quân Thổ Nhĩ Kỳ bị Lực lượng Vũ trang Syria bắn hạ, khiến hai phi công thiệt mạng và làm trầm trọng thêm mối quan hệ vốn đã căng thẳng giữa Thổ Nhĩ Kỳ và Syria.
- 2015 – Tòa nhà Quốc hội Afghanistan bị các tay súng tấn công sau một vụ đánh bom liều chết. Tất cả 6 tay súng đều thiệt mạng và 18 người bị thương.
- 2021 – Trò chơi Dark Alliance ra mắt trên console Xbox,PS4,PS5[12]
- 2022 – Một trận động đất xảy ra ở miền đông Afghanistan dẫn đến hơn 1.000 người chết.

## Ngày Sinh
- 662 – Đường Duệ Tông, là vị Hoàng đế thứ năm và thứ bảy của nhà Đường trong lịch sử Trung Quốc (m. 716).
- 1805 – Nguyễn Phúc Ngọc Vân, phong hiệu An Điềm Công chúa, công chúa con vua Gia Long (m. 1869).
- 1900 – Trần Trinh Huy, tay chơi nổi danh nhất trong số các công tử Bạc Liêu.
- 1903 – John Dillinger, xã hội đen người Mỹ.
- 1949 – Meryl Streep, diễn viên Hollywood.
- 1962 – Châu Tinh Trì, diễn viên người Hồng Kông.
- 1978 – Dan Wheldon, vận động viên đua xe người Anh. (m. 16/10/2011)
- 1985 – Hari Won, ca sĩ, diễn viên, MC người Hàn gốc Việt.
- 1987 – Lee Min Ho, diễn viên, ca sĩ Hàn Quốc.
- 1987 – Minh Hằng, diễn viên, ca sĩ Việt Nam.
- 1989 – Jung Yong-hwa, nhạc sĩ, ca sĩ, nhà sản xuất, diễn viên Hàn Quốc.

## Mất

### Trước năm 1600
- 207 TCN – Hasdrubal Barca, tướng quân Carthage trong Chiến tranh Punic lần thứ hai (s. 245 TCN)[13]
- 431 – Paulinus xứ Nola, giám mục và nhà thơ Thiên chúa giáo (s. 354)
- 910 – Gerhard I, nhà quý tộc Frank
- 947 – Tiền Hoằng Tá, vua nước Ngô Việt (s. 928)
- 1017 – Leo Passianos, tướng quân Byzantine
- 1101 – Roger I của Sicily, quý tộc Norman (s. 1031)
- 1276 – Innocent V, giáo hoàng của Giáo hội Công giáo (s. 1225)
- 1343 – Aimone, Bá tước Savoy (s. 1291)
- 1429 – Jamshīd al-Kāshī, nhà thiên văn học và toán học người Ba Tư (s. 1380)
- 1521 – Leonardo Loredan, chính trị gia người Ý, Tổng trấn thứ 76 của Venice (s. 1436)[14]
- 1535 – John Fisher, giám mục người Anh (s. 1469)

### 1601–1900
- 1907 – Nguyễn Phúc Miên Tuấn, tước phong Hòa Thạnh vương, hoàng tử con vua Minh Mạng (s.1827)
- 1913 - Ștefan Octavian Iosif, Nhà thơ người România (s. 1875)
- 1931 - Armand Fallières, Chính khách người Pháp ,Tổng thống thứ 9 của Pháp
- 1933 – Henry Birkin, tay đua xe Anh (s. 1896)
- 1970 – Đặng Thùy Trâm, bác sĩ, liệt sĩ Việt Nam (s.1942)

## Ngày lễ và kỷ niệm
- Lễ kính Kitô giáo:
  - Aaron thành Aleth
  - Thánh Alban, vị tử đạo tiên khởi của Anh Quốc (tưởng niệm, Giáo hội Công giáo, Anh giáo)[15]
  - Chân phước Innocent V, giáo tông
  - Eusebius của Samosata (Giáo hội Chính thống Đông phương)
  - John Fisher (Giáo hội Công giáo)
  - Nicetas thành Remesiana
  - Paulinus thành Nola
  - Thomas More (Giáo hội Công giáo)
- Ngày Đấu tranh Chống Phát xít (Croatia)
- Ngày tưởng nhớ các nạn nhân của cuộc chiến tranh vệ quốc vĩ đại (Belarus)[16]
- Ngày của Cha (Guernsey, Đảo Man và Jersey)
- Ngày Nhà giáo (El Salvador)
- Ngày Windrush (Anh)[17]